# パレ・ロワイヤル＝ミュゼ・デュ・ルーヴル駅
パレ・ロワイヤル＝ミュゼ・デュ・ルーヴル駅（仏: Palais Royal - Musée du Louvre）は、フランスのパリメトロ1、7号線の駅である。1900年にパレ・ロワイヤル駅として開業。
当駅がルーヴル美術館の最寄り駅であることを明示するため、1999年に隣のルーヴル駅とともに改称された。
2011年には、955万9535人の乗客があった。

## 歴史
- 1900年8月13日 メトロ1号線の駅としてパレ・ロワイヤル駅が開業。
- 1989年 現在の駅名に変更。
- 1916年7月1日  メトロ2号線が乗り入れ。

## 駅付近の名所
- ルーヴル美術館
- パレ・ロワイヤル

## 隣の駅
パリメトロ
■1号線
テュイルリー駅 - パレ・ロワイヤル＝ミュゼ・デュ・ルーヴル駅 - ルーヴル＝リヴォリ駅
■7号線
ピラミッド駅 - パレ・ロワイヤル＝ミュゼ・デュ・ルーヴル駅 - ポン・ヌフ駅

## ギャラリー

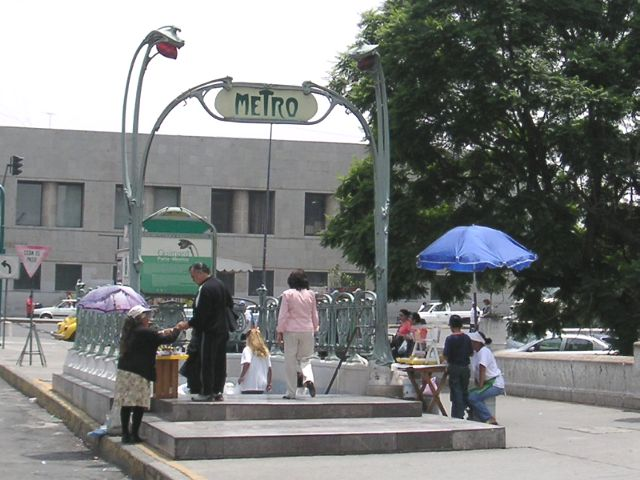
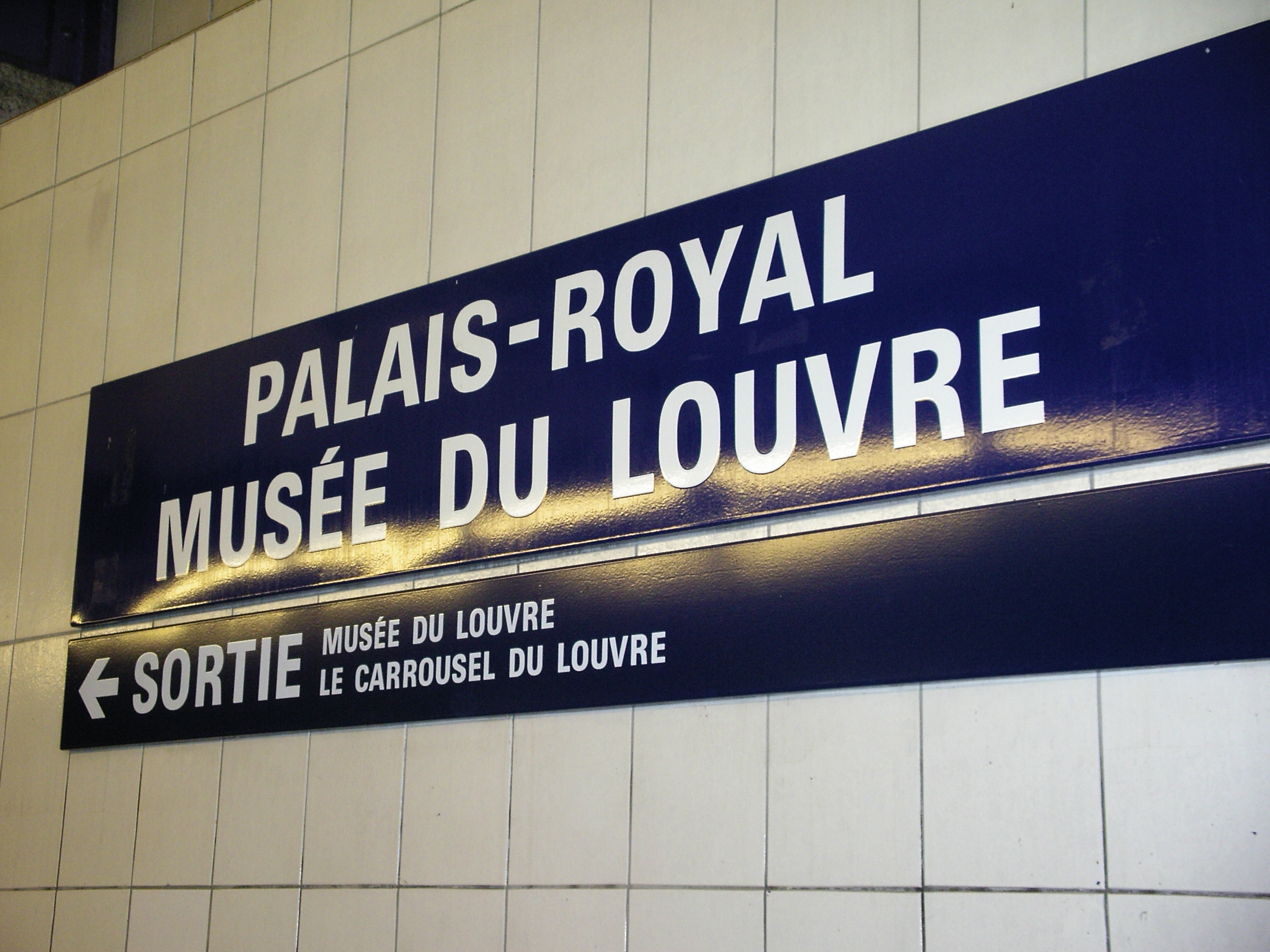
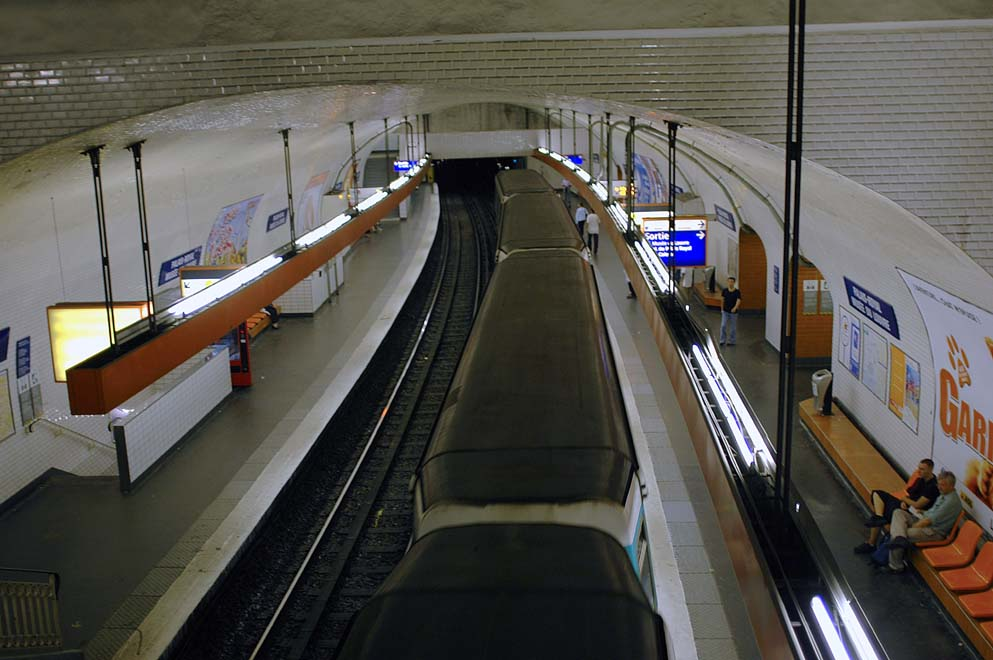
7号線の駅